# Marco Scarpelli
Marco Scarpelli (Bergamo, 8 aprile 1918 – Roma, 25 ottobre 1995) è stato un direttore della fotografia italiano.

## Biografia
Figlio del giornalista Filiberto e fratello maggiore degli sceneggiatori Manlio e Furio, lavorò nel cinema italiano dal 1947 come operatore di ripresa per cinque pellicole, e dal 1950 come direttore della fotografia. L'anno seguente vinse il Nastro d'argento alla migliore fotografia per L'edera di Augusto Genina e da quel momento la sua carriera non ebbe soste: cinemafotografò una cinquantina di pellicole fino al 1972. In televisione fu il direttore della fotografia per Daniele D'Anza dal 1967 al 1971. Fece parte dell'A.I.A.F.C., l'Associazione Italiana Autori di Fotografia Cinematografica, fondata e diretta da Augusto Tiezzi. Scompare all'età di 77 anni nel 1995.

## Filmografia

### Operatore
- Tombolo, paradiso nero, regia di Giorgio Ferroni (1947)
- Emigrantes, regia di Aldo Fabrizi (1948)
- Monastero di Santa Chiara, regia di Mario Sequi (1949)
- Altura, regia di Mario Sequi (1950)
- Non c'è pace tra gli ulivi, regia di Giuseppe De Santis (1950)

### Direttore della fotografia cinema
- I fuorilegge, regia di Aldo Vergano (1950)
- L'edera, regia di Augusto Genina (1950)
- Strano appuntamento, regia di Dezső Ákos Hamza (1950)
- Una lettera dall'Africa, regia di Leonardo Bonzi (1951)
- L'eroe sono io, regia di Carlo Ludovico Bragaglia (1951)
- Un ladro in paradiso, regia di Domenico Paolella (1951)
- Camicie rosse, regia di Goffredo Alessandrini (1952)
- Cani e gatti, regia di Leonardo De Mitri (1952)
- Siamo tutti inquilini, regia di Mario Mattoli (1953)
- Canzoni, canzoni, canzoni, regia di Domenico Paolella (1953)
- Dieci anni della nostra vita, regia di Romolo Marcellini (1953) -documentario
- Capitan Fantasma, regia di Primo Zeglio (1953)
- Cinema d'altri tempi, regia di Steno (1953)
- Ci troviamo in galleria, regia di Mauro Bolognini (1953)
- Casta Diva, regia di Carmine Gallone (1954)
- Un giorno in pretura, regia di Steno (1954)
- La schiava del peccato, regia di Raffaello Matarazzo (1954)
- Canzoni di mezzo secolo, regia di Domenico Paolella (1954)
- Casa Ricordi, regia di Carmine Gallone (1954)
- L'arte di arrangiarsi, regia di Luigi Zampa (1954)
- Le diciottenni, regia di Mario Mattoli (1955)
- L'ultimo paradiso, regia di Folco Quilici (1955) - documentario
- Bravissimo, regia di Luigi Filippo D'Amico (1955)
- Suprema confessione, regia di Sergio Corbucci (1956)
- Susanna tutta panna, regia di Steno (1957)
- La mina, regia di Giuseppe Bennati (1957)
- La strada lunga un anno, regia di Giuseppe De Santis (1958)
- Totò nella luna, regia di Steno (1958)
- I ragazzi dei Parioli, regia di Sergio Corbucci (1959)
- I tartassati, regia di Steno (1959)
- Tempi duri per i vampiri, regia di Steno (1959)
- Messalina Venere imperatrice, regia di Vittorio Cottafavi (1960)
- I piaceri del sabato notte, regia di Daniele D'Anza (1960)
- Appuntamento a Ischia, regia di Mario Mattoli (1960)
- La grande olimpiade, regia di Romolo Marcellini (1960) documentario
- Chi si ferma è perduto, regia di Sergio Corbucci (1960)
- Kapò, regia di Gillo Pontecorvo (1960) - direttore fotografia seconda unità
- I masnadieri, regia di Mario Bonnard (1961)
- Il mantenuto, regia di Ugo Tognazzi (1961)
- Pugni pupe e marinai, regia di Daniele D'Anza (1961)
- I soliti rapinatori a Milano, regia di Giulio Petroni (1961)
- Morte di un bandito, regia di Giuseppe Amato (1961)
- I normanni, regia di Giuseppe Vari (1962)
- Appuntamento in Riviera, regia di Mario Mattoli (1962)
- I nostri mariti, epis. Il marito di Olga, regia di Luigi Zampa (1965)
- Gatto Filippo licenza d'incidere, regia di Pino Zac (1966)
- Siamo tutti in libertà provvisoria, regia di Manlio Scarpelli (1971)
- Rosina Fumo viene in città... per farsi il corredo, regia di Claudio Gora (1972)
- Fratello mare, regia di Folco Quilici (1975) - documentario

### Direttore della fotografia televisione
- Il latitante, regia di Daniele D'Anza (1967) telefilm
- Il grande maestro, regia di Daniele D'Anza (1967) telefilm
- Don Giovannino, regia di Daniele D'Anza (1967) telefilm
- Il tuttofare, regia di Daniele D'Anza (1967) telefilm
- Premio Nobel, regia di Daniele D'Anza (1967) telefilm
- La scommessa, regia di Daniele D'Anza (1967) telefilm
- Totò a Napoli, regia di Daniele D'Anza (1967) telefilm
- Totò Ciak, regia di Daniele D'Anza (1967) telefilm
- Totò Ye Ye, regia di Daniele D'Anza (1967) telefilm
- Non cantare, spara, regia di Daniele D'Anza (1968) commedia musicale
- Giocando a golf una mattina, regia di Daniele D'Anza (1969) sceneggiato
- Il segno del comando, regia di Daniele D'Anza (1971) sceneggiato